# Agostino Agresta
Agostino Agresta   (1600 - 1617) va ser un compositor napolità que treballava a principis del segle xvii, que es pot veure com una forta influència de Carlo Gesualdo. Les úniques obres que es conserven d'Agresta són madrigals no acompanyats, inclòs un llibre complet de peces de sis veus.

## Biografia
Se sap increïblement poc sobre la vida i la carrera d'Agresta, incloent-hi ni les circumstàncies del seu naixement ni la seva mort. A part de les seves obres (que es descriuen a continuació), només hi ha dues referències contemporànies o quasi contemporànies.
Ell i el seu germà gran Giovanni Antonio figuren junts al tercer llibre de Della prattica musicale del 1601 de Scipione Cerreto com a excel·lents compositors que operen a Nàpols (Compositori eccellenti della Città di Napoli, che oggi vivono); no obstant això, no sobreviu cap obra de Giovanni Antonio. I una obra de l'erudit napolità Camillo Tutini de 1664 l'enumera com a madrigalista en una secció dedicada a promoure les reivindicacions culturals de Nàpols contra Roma.
Madrigali a sei voci... Libro primo (1617)

L'únic llibre de madrigals d'Agresta, Madrigali a sei voci ... Libro primo, que es conserva, va ser publicat a Nàpols el 1617 per Costantino Vitale i dedicat a Don Roderico di Salazar. Salazar havia estat comissari de contraban a les províncies de Terra di Bari i Capitanata (avui província de Foggia), però va ser processat el 1607 per extorsió i corrupció (Larson 1985: 758); es desconeix el seu estat el 1617.
La relació d'Agresta amb ell és tampoc clara, tot i que Larson ha especulat que el compositor podria haver estat emprat per Salazar com a tutor dels seus fills, en la mateixa capacitat que la del seu germà a la casa del comte de Roccella (el els registres del Banc Mari, que es troben a l'"Archivio di Stato" de Nàpols, enumeren un pagament efectuat a Giovanni Antonio Agresta el 18 de març de 1598).
Mentre els compositors del nord de la península Itàlica començaven a allunyar-se del que es considerava el madrigal polifònic antiquat sense continu, Nàpols va continuar sent el centre més important per a la seva composició i publicació. En aquest context, Madrigali a sei voci... del Libro d'Agresta ocupa una posició important, ja que durant els primers 30 anys del segle XVII només es van publicar a Nàpols dos llibres de madrigals no acompanyats de sis parts: la col·lecció pòstuma de 1626 d'Agresta i Gesualdo, (del qual només sobreviu el llibre parcial Quinto). Tot i que és impossible especular amb tota precisió sobre la base d'aquestes escasses proves, Larson suggereix que els madrigals d'Agresta poden revelar alguna cosa de l'estil del llibre incomplet de Gesualdo.
Watkins considera Agresta una figura menor entre els compositors napolitans que van ser influenciats per Gesualdo, però suggereix que l'opinió de la posteritat sobre ell (i altres) podria ser diferent si haguessin sobreviscut més de les seves obres. Larson va més enllà i declara que Agresta "ocasionalment se superava (Gesualdo) en el grau de durezze cromàtic lent i lligat i diatònic, punts d'imitació escalars en cèl·lules i semitons, afirmant que "aquests últims solen ser més llargs i més vius i intricats que els de Gesualdo".
Els altres madrigals d'Agresta

A part del Madrigali a sei voci... Libro primo, sobreviuen tres altres madrigals identificats per Agresta, tots a cinc veus:
- Io mi sento morir, a Il secondo llibre de madrigali a cinque voci de Giovanni Vincenzo Macedonio di Mutio, publicat a Nàpols el 1606 per Giovanni Giacomo Carlino. Existeix un conjunt incomplet i malmès de llibres parcials a la biblioteca del Conservatorio di Musica San Pietro a Majella de Nàpols (desaparegut Quinto, soprano incomplet).
- Caro dolce ben mio, a Giardino novo bellissimo di varii fiori musicali scieltissimi il secondo llibre de madrigali a cinque voci raccolti per Melchior Borchgrevinck organista del serenissimo re di Danemarcka, publicat a Copenhaguen el 1606 per Heinrich Waltkirch (RISM 1606 5), que sobreviu complet a la British Library de Londres i incomplet (només per a llibres parcials de soprano i alt) a la Landesbibliothek Kassel. (Aquest madrigal s'ha editat i publicat anteriorment a Glahn et al. 1983)[5]
- "Io ard'e moro", Donna, a Teatro de madrigali a cinque voci. De diversos eccellentiss. musici napolitani (RISM 1609 16), publicat a Nàpols el 1609 per Giovanni Battista Gargano i Lucretio Nucci. L'única còpia que es conserva es troba a la "Landesbibliothek Kassel", amb una part Quinto incompleta.

La inclusió d'una peça d'Agresta a la col·lecció Borchgrevinck de 1606 planteja moltes preguntes. Melchior Borchgrevinck va ser organista de la cort del rei Christian IV de Dinamarca i el 1599 va dirigir un grup de músics danesos a Venècia per estudiar amb Giovanni Gabrieli, tornant-hi a l'hivern del 1601/2. Va ser molt respectat pels seus contemporanis, sent elogiat per Orazio Vecchi en la dedicatòria a Christian IV de Le veglie di Siena (1604), que també va afegir que Gabrieli considerava Borchgrevinck "un dels músics més destacats del nostre temps".
Els dos volums de Giardino novo (el primer aparegut el 1605, dedicat a Christian IV) incloïen madrigals d'alguns dels compositors italians més populars del moment, inclosos Claudio Monteverdi, Benedetto Pallavicino i Giaches de Wert, a més de Borchgrevinck i altres compositors danesos. Tot i això, hi ha una sèrie d'obres de compositors que potser no es consideren injustament figures menors, com Giovanni Paolo Nodari, Curtio Valcampi i Grisostomo Rubiconi, i que Lewis suggereix que potser no s'havien imprès anteriorment.
A part de "Caro dolce ben mio", totes les obres d'Agresta es van publicar a Nàpols, i no hi ha constància que hagi treballat o viatjat mai fora de Nàpols, cosa que el converteix en un compositor del sud d'Itàlia. Com es van trobar llavors les seves obres cap al nord cap a Venècia, i per què se'l va considerar un compositor d'alçada suficient per incloure'l en un volum d'obres dedicades, de manera política, al rei Jaume I d'Anglaterra ? Tot i que no era inusual que els compositors napolitans tinguessin impreses les seves obres a Venècia (vegeu Larson 1985: 873-882 per obtenir una llista d'aquestes obres), l'absència d'altres proves que vinculin Agresta a Venècia fa que difícil de mesurar el seu estatus i reputació durant la seva vida.
Hi ha altres dues referències a Agresta que sembla que no han estat assenyalades per altres autors. A l'article de Schofield i Dart que descriu el contingut del manuscrit de la Biblioteca Britànica conegut ara com a Egerton MS 3665, que es creu que va ser compilat per Francis Tregian (fill del més famós exiliat catòlic del mateix nom), Agresta figura entre el compositor representat en la selecció de més de 700 madrigals italians inclosos al manuscrit; a l'article es dona a entendre, encara que no de forma clara, que la contribució d'Agresta prové del seu Madrigali a sei voci...Libro primo.
A mitjan anys noranta Alfred Noe va completar un estudi exhaustiu del contingut de la biblioteca d'Albert Fugger (de la famosa família bancària d'Augsburg), que va ser comprada per Mathias Mauchter el 1655 per a l'emperador Ferran III i que ara forma part de l'"Österreichische Nationalbibliothek" de Viena.
Al catàleg fet per Mauchter en el moment de la compra, hi ha una entrada a la darrera pàgina de la secció de música que diu "Il Primo lib.° de Madrigali a 5. di Agostino Agresta". No sobreviu cap col·lecció de madrigals de cinc parts per part d'Agresta, ni cap referència a cap altre lloc. Tanmateix, Noe identifica aquest volum com el 1617 de Madrigali a sei voci ... Libro primo d'Agresta a partir del seu contingut, pel que fa al "a 5" com un error de copista.
Fonts

Dues còpies completes de Madrigali a sei voci de Agresta... Libro primo survive, una de la col·lecció 'G. Thibault 'de la Biblioteca Nacional de França de París, l'altre a la biblioteca del Conservatori de Musica San Pietro a Majella de Nàpols; tots dos estan en bon estat i cadascun és idèntic a l'altre. La impressió està en gran part lliure d'errors.
El contingut de Madrigali a sei voci... Libro primo

Keith Larson ha tractat àmpliament els continguts de Madrigali a sei voci d'Agresta... Libro primo; aquí hi ha alguns detalls addicionals per a la seva anàlisi.
Els números de l'1 al 8 s'escriuen en una combinació de claus "ordinària" (Canto i Sesto a la clau de C1, Alto a la clau de C3, Tenore i Quinto a la C4 i Basso a la F4), mentre que els números del 9 al 15 s'escriuen en claus "altes" (Canto i Sesto a G2, Alto a C2, Tenore i Quinto a C3 i Basso a F3, conegut habitualment com a chiavette), suggerint una transposició descendent.
Si hom segueix el suggeriment d'Adriano Banchieri en la seva Cartella musical de 1614 de transposar peces escrites en chiavette per un quart perfecte quan la signatura de la tecla impresa conté una plana i per una cinquena perfecta quan no conté cap plana, els intervals transposats de la veu individual les parts dels números del 9 al 15 esdevenen totes més baixes que els rangs dels números de l'1 al 8. Depenent dels cantants que participin en una interpretació, es suggereix una transposició cap avall d'un to o d'un tercer menor per als números del 9 al 15.
L'última peça de la col·lecció, Io penso e nel pensar, és inusual en molts aspectes. El poema anònim és un joc dens de paraules "penso" ("crec"), "pensar" (pensar) i "pensier" ("pensar"); el més sorprenent és l'ús de signatures temporals que canvien sovint, que són diferents a cada part, incloent proporcions com 1:10, 14: 6, 6: 5 i 3: 7. Larson el descriu com "un desafiament intel·lectual per a cantants virtuosos", mentre que Watkins suggereix que la seva "complexitat proporcional nova i molt educada... tot i que apareix tant teòrica com anacrònica, pot ser un intent del compositor de suggerir expressivitat", variabilitat del tempo.

Els texts

La elecció de la poesia comprèn autors nous i antics, i la majoria dels textos també els defineixen molts altres compositors. Aquests inclouen quatre de Giambattista Marino, quatre de Petrarca i dos de Giovanni Battista Guarini (més un altre, el número 7, que s'atribueix a Guarini); hi ha quatre poemes anònims.
Els números 6, 8 i 13 són els únics escenaris dels seus poemes enregistrats a Il nuovo Vogel, mentre que el text del número 15 (comentat més amunt) només està establert en altres llocs per Francesco Mazza, en el seu primer llibre de madrigals de sis parts publicat a Venècia. el 1590. (Una versió lleugerament diferent del poema va ser configurada per Jéhan Gero a la col·lecció publicada per Costanzo Festa el 1541 i posteriorment a la pròpia col·lecció de Gero de 1543.)